# Papp Gábor (grafikus)
Papp Gábor (Barcarozsnyó, 1918. július 22. – Budapest, 1982. június 3.) alkalmazott grafikus.

## Életútja
1937–1941 között a Magyar Iparművészeti Főiskolán tanult, ahol mestere Haranghy Jenő volt. Ezután Konecsni Györggyel közösen több nagyobb propaganda-kiállítás rendezésében vett részt, pl. a Közlekedési Kiállítás a Károlyi-palotában, valamint az 1948-as plakátkiállítás és a tervkiállítások. 1975-ben jubileumi kiállítást rendezett a megelőző évtizedek magyar plakátjaiból, amit saját maga kutatott fel. Konecsni György számára életmű-kiállítást rendezett a Műcsarnokban. A Hungarian Trade folyóirat munkatársa volt több évtizeden át, később saját költségén indította meg a Grafikai Értesítőt, mely egy oldalból áll. A Magyar Képzőművészek és Iparművészek Szövetsége szakosztályának titkára, valamint a Szerzői Jogi Szakértő Testület tagja volt. 1978-ban ő szervezte meg a békéscsabai Alkalmazott Grafikai Biennálét. 1962-től a Dorottya utcai kiállítóteremben évente megtartott csoportos grafikai kiállításokat is megszervezte, többek között a Grafika ’71-et, az 1978-as Falra hányt borsót és az 1981-es Pappolunk című kiállításokat.

## Művei
- a nívódíjas Budapesti Nemzetközi Vásár ’70 (1970)
- a Vadászati Világkiállítás plakátja (1971)
- Videoton-plakátok (1973)
- az Élet és Irodalom fejléce
- a Budapesti Fürdőigazgatóság emblémája
- a Képzőművészeti Világhét grafikai arculata (1978)

## Egyéni kiállítások
- 1972 • Berlin
- 1983 • Budapesti Történeti Múzeum, Budapest (emlékkiállítás, kat.)

## Művek közgyűjteményekben
- Magyar Nemzeti Galéria, Budapest

## Díjak, elismerések
- 1954, 1964: Munkácsy Mihály-díj
- 1976: Érdemes művész